# ふなんこぐい
ふなんこぐいは、佐賀県鹿島市の郷土料理。生きたままの鮒を昆布で巻いて、大根やレンコンなどの野菜と一緒に、味噌や水飴などで長時間煮込んだもの。

## 概説

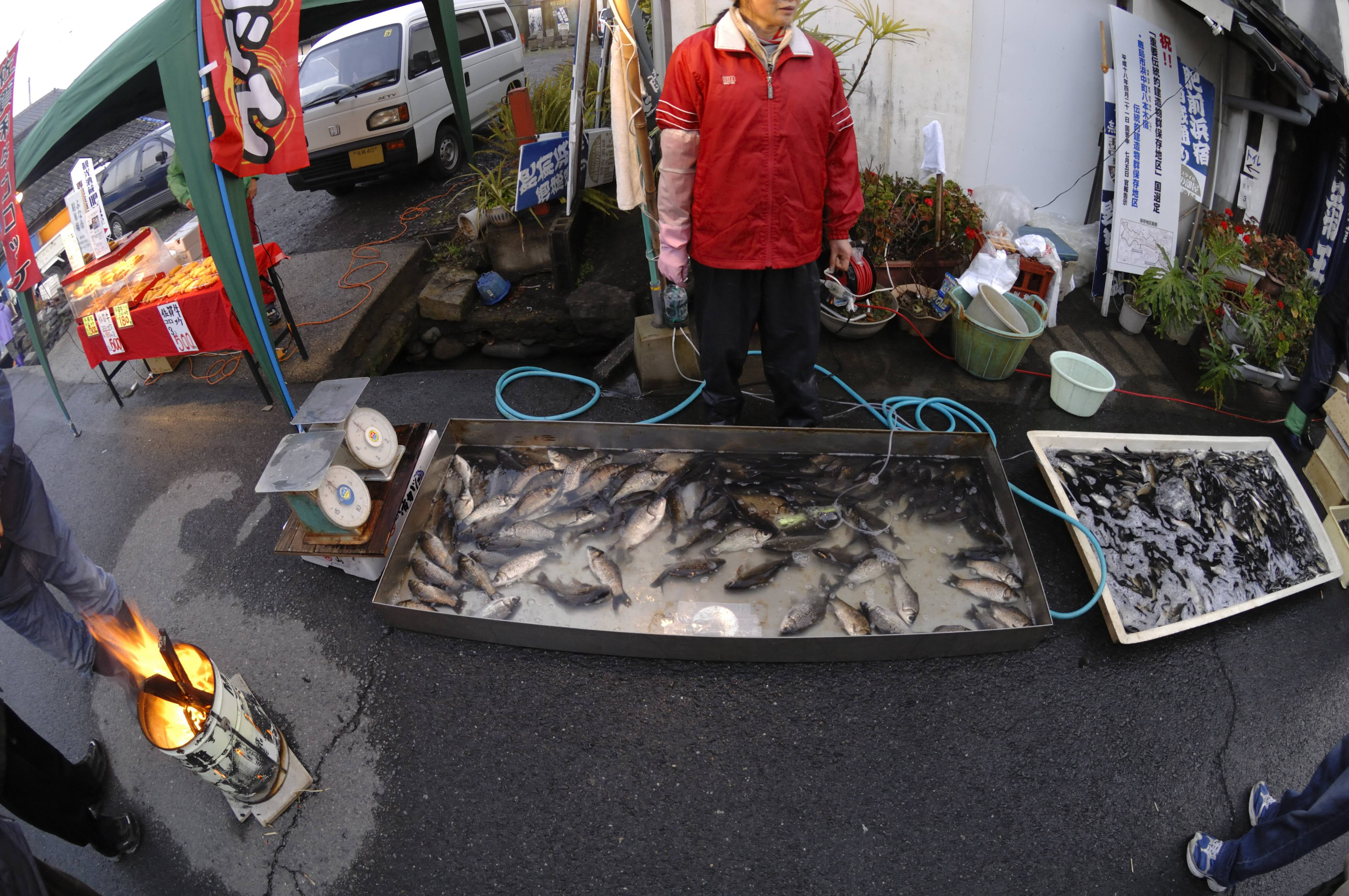
浜町のふな市（2009年）

鹿島浜町の中町通りで毎年1月19日の早朝に「ふな市」が行われる。地元の人はそこで鮒を購入し、昆布を巻き、約12時間～2日間煮込む。出来上がった料理は、恵比寿さん・大黒像にお供えして、商売繁盛・無病息災を祈願する。長時間煮むので、味がしっかりしみ込み骨までぼろぼろになっている。
この風習の起源は、天武天皇の娘で、大友皇子妃であった十市皇女が、大友方の天武暗殺計画を知り、鮒の腹に密書を隠して父に知らせたことにちなむという。
今の調理方法になったのは、醤油・昆布が流通し始めた室町時代以降と考えられ、300年以上前の藩政時代には既に、1月20日（二十日正月）に恵比須・大黒像に供え、幸せが祈願されていた。十日えびすと二十日正月が一緒になって現在の形になったと考えられる。
有明海には鯛が高価だったため、形が似た鮒を食べたことから始まったとされる。なお、有明海には鯛がいなかったから鮒を食べたとする説もあるが、有明海にも鯛は沢山生息しており、鯛の昆布締めは、生食である。醤油で煮込むなど、むしろ昆布巻きに近い調理方法であるので、これは明らかな誤りである。有明海は干満の差が大きく潮が速い鯛の好釣場である。

## 名前の由来
- 「鮒の（煮）凝り」の「こごり」がなまったもの[要出典]。
- 「鮒の昆布巻き」がなまったもの[5]。
- 中国・福建省の魚の調理法「焙魚（コグイ）」が語源[5]。